# 木下哲三郎

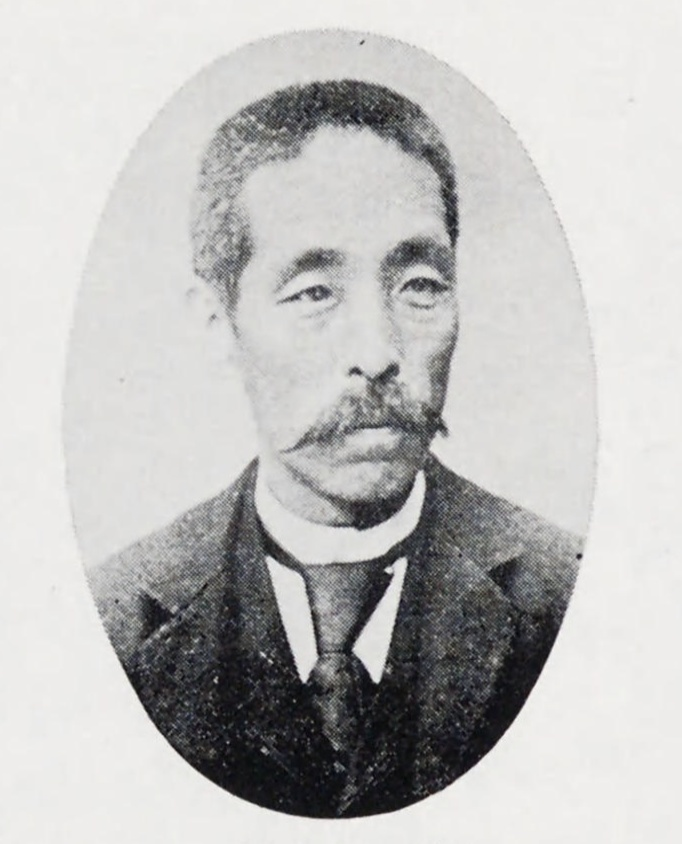
木下哲三郎

木下 哲三郎（きのした てつさぶろう、1853年2月6日（嘉永5年12月28日） - 1907年（明治40年）7月30日）は、明治時代の司法官。大審院判事。

## 経歴
肥後熊本藩領熊本城下新屋敷町（熊本区を経て現熊本市）出身。1874年（明治7年）法学試験生徒となり、フランス法学を学ぶ。
累進して1886年（明治19年）司法省参事官となり、1890年（明治23年）大審院判事に進んだ。1891年（明治24年）ロシア皇太子を負傷させた大津事件の裁判にあたり、大審院判事として判決に関わった。
ほか、会計検査官懲戒裁判所裁判官や判検事登用試験委員、明治法律学校講師を歴任した。1907年（明治40年）7月30日、脳溢血により死去した。

## 親族
- 娘婿：柴田畦作（長女ムメ夫、建築学者）[5]